# Mikuláš starší Trčka z Lípy a na Vlašimi
Mikuláš starší Trčka z Lípy a na Vlašimi († po 16. říjnu 1509) byl český šlechtic z rodu Trčků z Lípy. Působil jako voják, královský úředník a stoupenec Jiřího z Poděbrad.

## Osobní život
Oženil se s Johanou Kroměšínovou z Březovic a na Třebechovicích, se kterou měl pět synů: Zdeňka, Jana, Viléma, Jindřicha a Mikuláše.

## Obchodní činnost
Po otcově smrti zdědil se svým bratrem Burianem I. Trčkou z Lípy celý trčkovský majetek. Na něm hospodařili až do roku 1464 společně (tzv. v nedílu). Společně v roce 1456 koupili hrad Kámen a několik hospodářství, z nichž některá následně prodávali. V roce 1460 získali do zástavy za půjčené peníze tvrz Osice s přilehlými hospodářstvími a prodali hrad Kámen. V roce 1464 po rozdělení majetku získal Mikuláš vlašimskou část majetku a připojil ke svému jménu přídomek na Vlašimi. Bratr Zdeněk již byl v té době po smrti. V roce 1467 získal do svého vlastnictví panství Štoky. Po smrti bratra Buriana v roce 1468 převzal do své správy jeho majetek jménem jeho nezletilých synů. Dne 11. září 1479 písemně potvrdil předání tohoto majetku již plnoletým synům zpět.
V roce 1479 obdržel zápis na Pelhřimov a část řečického panství. V roce 1502 se stal vlastníkem hradu Hrádek. V letech 1485 až 1487 provedl několik významných nákupů, při kterých kromě hradu Veliše a městečka Podhradí získal i město Jičín s přilehlými vesnicemi. Záhy k těmto majetkům přikoupil ještě hrad Brada. Zatímco Brada postupně zchátral, hrad Veliš se dočkal rozšíření a v roce 1500 zde byla uložena Basilejská kompaktáta. V roce 1488 přikoupil k velišskému panství tvrz Slatinky a následně tvrze Kostelec a Nemyčeves, čímž velišské panství získalo velký význam. Kromě nákupů se Mikuláš staral o ziskovost hospodářství na svých panstvích a pro Vlašim a Ledeč nad Sázavou (kde vykonával práva správce) zajistil právo pořádat dva výroční trhy.
Ze sňatku s Johanou Kroměšínovou získal panství Říčany u Prahy. Od 90. 15. století začal obchodovat společně se svým synovcem Mikulášem mladším. V těchto letech získali statky Chotěmice a Doubravice. Od manželky Mikuláš starší navíc získal Třebechovice pod Orebem i s tvrzí. Se synovcem dále získávali nemovitosti zejména na Vlašimsku.

## Politická a vojenská činnost
V roce 1467 se společně s bratrem Burianem připojil k tažení Jiřího z Poděbrad proti králi Matyášovi a Zelenohorské jednotě a společně s ním oblehli hrad Šternberk. Za tyto služby obdržel v roce 1466 panství Načeradec. V roce 1468 se na straně krále Jiřího zúčastnil dobývání hradu Konopiště, za což obdržel panství Řečice. Na Mikulášově lichnickém panství byla podepsána mírová smlouva mezi králem Jiřím a králem Matyášem.
Po smrti Jiřího z Poděbrad se stal stoupencem jeho nástupce Vladislava Jagellonského. V roce 1472 se stal správcem Čáslavského kraje a v roce 1479 správcem Kouřimského kraje. V květnu roku 1482 se v Hradci Králové zúčastnil směnu v čele kališníků, na kterém hájil biskupa Augustina Sanktuarienského. Přes výsledky Basilejských kompaktát, která zrovnoprávnila katolíky a kališníky, situace v Čechách se stále zhoršovala. K dalšímu zhoršení došlo poté, co se král Vladislav Jagellonský přidal na stranu katolíků. V září 1483 se katoličtí konšelé v Praze rozhodli zbavit kališnických protivníků násilím. Kališníci se ale o plánu dozvěděli, rozhodli se katolíky předejít a vyvolali proto 24. září téhož roku povstání, v jehož čele stanul společně s dalšími kališníky i Mikuláš. Při následných bojích bylo několik katolických konšelů popraveno, přičemž došlo i na útoky na kostely a kláštery. Nedlouho po těchto událostech byl Mikuláš jmenován do královské rady v Praze.

## Smrt
Zemřel po svátku svatého Havla (16. října) 1509.